# Raúl Chacón
Raúl Chacón Cabrera (Ciudad de Guatemala; 8 de abril de 1964) es un exfutbolista guatemalteco que jugaba como delantero.

## Trayectoria
Era apodado "el flaco"  y su primer club fue el Xelajú Mario Camposeco. Luego estuvo en varios equipos de su país, siendo el Comunicaciones en el que más destacó.

## Selección nacional
En 1984 fue por primera vez jugador de la selección de Guatemala y participa en el Campeonato de Naciones de la Concacaf de 1985, anotanto un gol contra Haití.

### Participaciones en Campeonatos Concacaf
| Copa                                          | Sede   | Resultado      | Part. | Goles |
| --------------------------------------------- | ------ | -------------- | ----- | ----- |
| Campeonato de Naciones de la Concacaf de 1985 | Varias | Fase de grupos | 4     | 0     |
| Campeonato de Naciones de la Concacaf de 1989 | Varias | Cuarto puesto  | 5     | 2     |

## Clubes
| Club                   | País      | Año       |
| ---------------------- | --------- | --------- |
| Xelajú Mario Camposeco | Guatemala | 1984      |
| Comunicaciones         | Guatemala | 1985-1993 |
| Aurora (cesión)        | Guatemala | 1990      |
| Izabal                 | Guatemala | 1993-1994 |
| Escuintla              | Guatemala | 1994-1995 |
| Mictlán                | Guatemala | 1995-1996 |
| Amatitlán              | Guatemala | 1997      |

## Palmarés

### Títulos nacionales
| Título                    | Equipo         | País      | Año     |
| ------------------------- | -------------- | --------- | ------- |
| Liga Nacional             | Comunicaciones | Guatemala | 1985    |
| Copa Campeón de Campeones | Comunicaciones | Guatemala | 1985    |
| Copa Nacional             | Comunicaciones | Guatemala | 1986    |
| Liga Nacional             | Comunicaciones | Guatemala | 1990-91 |
| Copa Nacional             | Comunicaciones | Guatemala | 1991-92 |
| Copa Campeón de Campeones | Comunicaciones | Guatemala | 1991-92 |

### Distinciones individuales
| Distinción                                       | Año  |
| ------------------------------------------------ | ---- |
| Máximo goleador de la Liga Nacional de Guatemala | 1986 |